# 豊岡利正
豊岡 利正（とよおか としまさ、1952年1月 - ）は、日本の厚生官僚、薬学者（薬品分析化学・生体機能分子分析学・環境分析化学）。学位は薬学博士（東京大学・1985年）。
東京大学薬学部助手、国立衛生試験所薬品部主任研究官、国立衛生試験所環境衛生化学部第三室室長、静岡県立大学薬学部教授、静岡県立大学大学院薬学研究科研究科長、静岡県立大学大学院薬学研究院研究院長（初代）、静岡県立大学大学院薬食生命科学総合学府学府長（初代）などを歴任した。

## 概要

### 生い立ち
1952年1月に生まれた。東京薬科大学に進学し、薬学部にて学んだ。1974年3月、東京薬科大学を卒業した。さらに名古屋市立大学の大学院に進学し、薬学研究科にて学んだ。1976年3月、名古屋市立大学の大学院における修士課程を修了した。のちに東京大学の大学院に進学し、薬学系研究科にて学んだ。1985年3月、東京大学の大学院における博士課程を修了した。それにともない、薬学博士の学位を取得した。

### 研究者として
1985年10月、母校である東京大学にて、薬学部の助手として採用された。薬学部においては、主として薬品分析化学を担当した。
1986年6月、厚生省の施設等機関である国立衛生試験所に入所し、食品部に研究員として配属された。なお、1989年3月から1990年2月にかけて、カンザス大学の附属研究所にて、博士研究員を兼任した。1991年4月、国立衛生試験所の薬品部にて、主任研究官に昇任した。1993年4月、国立衛生試験所の環境衛生化学部にて、第三室の室長に就任した。
1994年5月、静岡県立大学に転じ、薬学部の教授に就任した。薬学部においては、主として薬学科の講義を担当した。なお、静岡県立大学の大学院においては、薬学研究科の教授を兼務した。2011年4月には、薬学研究科の研究科長に就任した。2012年に静岡県立大学の大学院の一部に研究院・学府制が導入されることになり、薬学研究科は生活健康科学研究科と統合され、新たに2研究院1学府に再編された。それにともない、新設された薬学研究院においても教授を兼務した。大学院においては、主として薬食生命科学総合学府の講義を担当した。なお、新たな研究院と新たな学府の発足にともない、薬学研究院の研究院長と薬食生命科学総合学府の学府長にも就任した。薬食生命科学総合学府の学府長は2013年に退任し、後任として小林裕和が就任した。また、薬学研究院の研究院長は2015年に退任し、後任として奥直人が就任した。2017年3月31日、定年により静岡県立大学の教授を退いた。定年退職後は、同年4月1日より静岡県立大学に再雇用され、薬学部にて特任教授となった。薬学部においては、引き続き薬学科の講義を担当した。また、静岡県立大学の大学院においても、薬学研究院の特任教授を兼務し、引き続き薬食生命科学総合学府の講義を担当した。2020年3月31日、静岡県立大学の特任教授を退任した。

## 研究
専門は薬学であり、薬品分析化学、生体機能分子分析学、環境分析化学といった分析化学の視点からアプローチしている。具体的には、光学活性を持つ蛍光標識化試薬の開発と、医薬品などのキラル化合物の分離分析への応用について研究している。また、レーザー蛍光法や化学発光法を用いて、生体の成分等について高感度特異的分析を試みている。蛍光法や発光法といった分析手法の生物科学への応用を企図しており、ヒトの毛髪を試料として体内の化学物質の濃度の測定といった研究も行っている。
「蛍光標識試薬の開発とクロマトグラフィー分離検出への応用」が評価され、2011年10月にはクロマトグラフィー科学会賞が授与された。また、「生体機能性分子の高性能分析法の開発と薬学的応用研究」が評価され、2015年11月19日の日本薬学会の理事会にて日本薬学会学術貢献賞の授与が決定し、2016年3月26日の日本薬学会の年会にて授与された。さらに、「生体機能性分子の高感度・特異的分析法の開発とバイオアナリシスへの展開」が評価され、同年9月に日本分析化学会賞が授与された。
学術団体としては、日本薬学会、日本分析化学会、クロマトグラフィー科学会、生物発光化学発光研究会などに所属している。クロマトグラフィー科学会の理事や、生物発光化学発光研究会の幹事といった役職も歴任した。

## 略歴
- 1952年 - 誕生。
- 1974年 - 東京薬科大学薬学部卒業。
- 1976年 - 名古屋市立大学大学院修士課程修了。
- 1985年 - 東京大学大学院薬学系研究科博士課程修了。
- 1985年 - 東京大学薬学部助手。
- 1986年 - 国立衛生試験所入所。
- 1986年 - 国立衛生試験所食品部研究員。
- 1989年 - カンザス大学附属研究所博士研究員。
- 1991年 - 国立衛生試験所薬品部主任研究官。
- 1993年 - 国立衛生試験所環境衛生化学部第三室室長。
- 1994年 - 静岡県立大学薬学部教授。
- 1994年 - 静岡県立大学大学院薬学研究科教授。
- 2011年 - 静岡県立大学大学院薬学研究科研究科長。
- 2012年 - 静岡県立大学大学院薬学研究院教授。
- 2012年 - 静岡県立大学大学院薬学研究院研究院長。
- 2012年 - 静岡県立大学大学院薬食生命科学総合学府学府長。
- 2017年 - 静岡県立大学定年退職。
- 2017年 - 静岡県立大学薬学部特任教授。
- 2017年 - 静岡県立大学大学院薬学研究院特任教授。

## 賞歴
- 2011年 - クロマトグラフィー科学会賞。
- 2016年 - 日本薬学会学術貢献賞。
- 2016年 - 日本分析化学会賞。

## 著作

### 単著
- Toshimasa Toyo'oka, Modern derivatization methods for separation sciences, New York: John Wiley & Sons, 1999. ISBN 0471983640

### 論文
- 国立情報学研究所収録論文 国立情報学研究所